# Supercup van Oekraïne (mannenbasketbal)
De Supercup van Oekraïne is een basketbalbekercompetitie van Oekraïne. Sinds 2018 wordt de competitie elk jaar gehouden. Het is een wedstrijd tussen de landskampioen van Oekraïne en de Bekerwinnaar van Oekraïne. In 2018 en 2019 werd er over twee wedstrijden gespeeld (uit en thuis). In 2021 werd er nog maar één wedstrijd gehouden. Na de Russische invasie van Oekraïne in 2022 werd Supercup niet meer gehouden.

## Winnaars van de Supercup van Oekraïne
| Jaar | Plaats | Winnaar         | Uitslag            | Tegenstander         |
| ---- | ------ | --------------- | ------------------ | -------------------- |
| 2018 | -      | BK Dnipro (B)   | 101 - 76 / 80 - 75 | Tsjerkasy Mavpy (L)  |
| 2019 | -      | BK Dnipro (B)   | 78 - 63 / 82 - 85  | Chimik Joezjne (L)   |
| 2021 | Kiev   | BK Prometej (L) | 104 - 99           | Boedivelnyk Kiev (B) |

(L) = Landskampioen
 (B) = Bekerwinnaar

## Winnaars aller tijden
| Club        | Winnaars | Jaar       |
| ----------- | -------- | ---------- |
| BK Prometej | 1        | 2021       |
| BK Dnipro   | 2        | 2018, 2019 |